# Козиревка (Казахстан)
Ко́зиревка (каз. Козырев) — село у складі району Беїмбета Майліна Костанайської області Казахстану. Входить до складу Новоільїнського сільського округу.
Населення — 67 осіб (2021; 161 у 2009, 233 у 1999, 197 у 1989).
У радянські часи село також називалось Октябрський.